# Túnez en los Juegos Paralímpicos de Río de Janeiro 2016
Túnez participó en los Juegos Paralímpicos de Río de Janeiro 2016 con un total de 31 deportistas, que compitieron en diversas pruebas de atletismo. La atleta Hania Aidi fue la abanderada en la ceremonia de apertura.

## Medallero
| Medalla           | Nombre           | Deporte   | Evento                                 | Fecha            |
| ----------------- | ---------------- | --------- | -------------------------------------- | ---------------- |
| Medalla de oro    | Marua Brahmi     | Atletismo | Lanzamiento de club - F32 femenino     | 9 de septiembre  |
| Medalla de oro    | Raua Tlili       | Atletismo | Lanzamiento de bala - F41 femenino     | 9 de septiembre  |
| Medalla de oro    | Somaya Busaid    | Atletismo | 1500 metros - T13 femenino             | 10 de septiembre |
| Medalla de oro    | Abes Saidi       | Atletismo | 1500 metros - T38 masculino            | 10 de septiembre |
| Medalla de oro    | Walid Ktila      | Atletismo | 100 metros - T34 masculino             | 12 de septiembre |
| Medalla de oro    | Raua Tlili       | Atletismo | Lanzamiento de disco - F40/41 femenino | 15 de septiembre |
| Medalla de oro    | Marua Brahmi     | Atletismo | Lanzamiento de bala - F32 masculino    | 17 de septiembre |
| Medalla de plata  | Samar Ben Koeleb | Atletismo | Lanzamiento de bala - F41 femenino     | 9 de septiembre  |
| Medalla de plata  | Hania Aidi       | Atletismo | Lanzamiento de bala - F54 femenino     | 10 de septiembre |
| Medalla de plata  | Nayah Chuaya     | Atletismo | 1500 metros - T13 femenino             | 10 de septiembre |
| Medalla de plata  | Rima Abdeli      | Atletismo | Lanzamiento de bala - F40 femenino     | 11 de septiembre |
| Medalla de plata  | Hania Aidi       | Atletismo | Lanzamiento de jabalina - F54 femenino | 13 de septiembre |
| Medalla de plata  | Walid Ktila      | Atletismo | 800 metros - T33/34 masculino          | 14 de septiembre |
| Medalla de bronce | Fadila Nafati    | Atletismo | Lanzamiento de bala - F54 femenino     | 10 de septiembre |
| Medalla de bronce | Yasin Garbi      | Atletismo | 400 metros - T54 masculino             | 12 de septiembre |
| Medalla de bronce | Neda Bahi        | Atletismo | 400 metros - T37 femenino              | 13 de septiembre |
| Medalla de bronce | Bilel Alui       | Atletismo | 5000 metros - T12/13 masculino         | 13 de septiembre |
| Medalla de bronce | Fathia Amaimia   | Atletismo | Lanzamiento de disco - F40/41 femenino | 15 de septiembre |
| Medalla de bronce | Ismail Buabid    | Atletismo | Lanzamiento de bala - F40 masculino    | 16 de septiembre |